# Takayuki Seto
Takayuki Seto (jap. 瀬戸 貴幸 Seto Takayuki; ur. 5 lutego 1986 w Nagoi) – japoński piłkarz grający na pozycji defensywnego pomocnika w rumuńskim klubie Petrolul Ploeszti. Drugi, pod względem liczby występów, obcokrajowiec w Lidze I oraz jedna z legend Astry Giurgiu, dla której rozegrał łącznie 332 mecze we wszystkich rozgrywkach.

## Sukcesy

### Klubowe
Astra Giurgiu
- Mistrzostwo Rumunii: 2015/2016
- Zdobywca Pucharu Rumunii: 2013/2014
- Zdobywca Superpucharu Rumunii: 2014, 2016

FK RFS
- Zdobywca Pucharu Łotwy: 2019